# Laurens Leeuwenhoek
Laurens Leeuwenhoek (Papendrecht, 7 december 1990) is een voormalig Nederlands korfballer, die in clubverband bij PKC speelde. Hij is ook voormalig international van Oranje en heeft in zijn carrière verscheidene titels en medailles gewonnen. Tevens is Leeuwenhoek een speler die meer dan 1.000 goals in de Korfbal League heeft gescoord.
Hij begon op zijn vijfde met korfbal. Leeuwenhoek komt uit een ware korfbalfamilie. Zo speelde zijn oom, Hans Leeuwenhoek, in het eerste team van Deetos en was ook international. In 2019 werd hij uitgeroepen tot Korfballer van het Jaar.
Naast het korfbal is Leeuwenhoek actief als fysiotherapeut. 

## Spelerscarrière
Leeuwenhoek begon met korfbal bij PKC, waar hij de jeugdteams doorliep.
Leeuwenhoek debuteerde in seizoen 2008-2009, op 17-jarige leeftijd in het eerste bij PKC. Onder coach Ben Crum speelde hij in zijn debuutseizoen 5 wedstrijden mee. Op dat moment was Leeuwenhoek reserve achter basisspelers Leon Simons en Rutger Sijstermans. In dit seizoen haalde PKC geen play-offs in de Korfbal League.
Vanaf seizoen 2009-2010 was Leeuwenhoek vaste basisspeler bij PKC. De ploeg was versterkt ten opzichte van vorig seizoen met onder andere spelers zoals Davor Duronjic en Lara Boonstoppel. In dit seizoen werd PKC 4e in de competitie en plaatste zich zo voor de play-offs. In de play-offs werd verloren van Koog Zaandijk, waardoor het niet in de zaalfinale terecht kwam. In de kleine finale, om plek 3 en 4 werd ook verloren. Uiteindelijk werd niet PKC maar Fortuna 3e van Nederland.
In het seizoen erna, 2010-2011 was het team van PKC alweer sterker geworden. Met Richard Kunst en Tom Kalkman was de selectie nog aanvallender geworden. Ook was Leeuwenhoek de 2e topscoorder van de ploeg met 79 goals, achter de 120 goals van Suzanne Struik. Dit zorgde ervoor dat PKC zich wederom plaatste voor de play-offs. In de play-off serie werd gewonnen van Koog Zaandijk, waardoor PKC voor de eerste keer in 4 jaar weer in de zaalfinale stond. In de zaalfinale was TOP de tegenstander. Een jonge Mick Snel besliste de wedstrijd, waardoor TOP kampioen werd. In de veldcompetitie kon PKC alsog een titel binnenhalen, want het stond in de veldfinale. In deze eindstrijd was echter TOP wederom te sterk.
In seizoen 2011-2012 behaalde PKC wederom de zaalfinale. Dit maal was Koog Zaandijk echter met 1 punt verschil beter. PKC verloor deze wedstrijd met 20-19.
In seizoen 2012-2013 was het wel raak voor Leeuwenhoek en PKC. De ploeg werd 1e in de competitie en versloeg AKC Blauw-Wit in de play-offs. In de finale was Fortuna de tegenstander. In de laatste minuut maakte Mady Tims de winnende goal en PKC won met 20-19. Zodoende was PKC weer Nederlands zaalkampioen. Voor Leeuwenhoek was het ook individueel een mooi seizoen want hij werd met 122 goals de topscoorder van PKC. In de veldcompetitie stond PKC ook in de finale. In de finale trof het de tegenstander van de zaalplay-offs, Blauw-Wit. In de finale verloor PKC echter met 25-22
Seizoen 2013-2014 begon met de Europacup. Als zaalkampioen van het vorig jaar mocht PKC de Europese eer hooghouden voor Nederland. Het toernooi werd gehouden in Papendrecht, wat het ook bijzonder voor PKC maakte. In de finale won PKC van het Belgische Boeckenberg waardoor PKC nu ook Europees kampioen was. Hierna, in de Nederlandse competitie stond PKC weer in de zaalfinale, de 4e achter elkaar. In deze finale was net als in 2011 TOP de tegenstander. Wederom was het een spannende finale, maar PKC verloor met 21-20.
Seizoen 2014-2015 was wederom een sterk seizoen voor PKC. PKC was 1e geworden in de competitie en ging zodoende als titelfavoriet de play-offs in. In de play-off serie werd in 2 wedstrijden gewonnen van Koog Zaandijk waardoor PKC zich plaatste voor de zaalfinale. Net als het seizoen ervoor was TOP de tegenstander. De finalewedstrijd was spannend en ging gelijk op. Met nog 5 seconden op de klok schoot echter Johannis Schot de winnende goal binnen voor PKC. PKC won met 22-21 en zodoende was Leeuwenhoek voor de 2e keer in zijn carrière Korfbal League kampioen. In de veldcompetitie kreeg PKC de kans om de dubbel te winnen, want het stond in de finale. Net als in de zaal was TOP de tegenstander, maar deze titel ging naar TOP toe. PKC verloor de finalewedstrijd met 19-14.
In seizoen 2015-2016 was het eerste wapenfeit van PKC de Europacup. In Boedapest, waar het toernooi werd gehouden was PKC net als in 2014 te sterk voor Boeckenberg. In eigen zaalcompetitie stonden Leeuwenhoek en PKC wederom in de zaalfinale. Net als de 2 seizoenen hiervoor was TOP de tegenstander. PKC verloor en prolongeerde de zaaltitel niet. Echter ging het in de veldcompetitie wel goed. PKC plaatste zich voor de finale en in deze eindstrijd won PKC met 28-23 van TOP, waardoor PKC alsnog sportieve wraak nam op de ploeg uit Sassenheim.
Seizoen 2016-2017 was een bijzonder seizoen voor PKC. Allereerst kreeg de ploeg een nieuwe coach, namelijk de Belgische Detlef Elewaut. In de reguliere competitie was PKC dominant en won het alle 18 competitiewedstrijden. Als ongeslagen favoriet ging PKC de play-offs in, maar daar ging het mis. In de play-off serie verloor PKC van Blauw-Wit. 
In seizoen 2017-2018 voltrok zich hetzelfde verhaal als in het seizoen ervoor. PKC was oppermachtig in de competitie en ging als de nummer 1 de play-offs in. Echter verloor het de play-off serie van de nummer 4, Fortuna. Zodoende stond PKC al voor het 2e jaar op rij niet in de zaalfinale. In de veldcompetitie plaatste PKC zich wel voor de finale en daarin trof het Fortuna, de ploeg die ze had uitgeschakeld in de zaalcompetitie. PKC was gebrand op wraak en dat gebeurde dan ook. PKC won de finale met 20-17.
Na 2 seizoenen onder Elewaut kreeg PKC per seizoen 2018-2019 een nieuwe coach, namelijk Daniël Hulzebosch. PKC werd 2e in de competitie en won in de play-offs van LDODK waardoor het zich weer plaatste voor de zaalfinale. In de zaalfinale was echter Fortuna te sterk met 21-19. Wel werd Leeuwenhoek onderscheiden met de prijs Beste Korfballer van het Jaar.
In 2020-2021 kreeg PKC een nieuw coachingsduo, namelijk Wim Scholtmeijer (voormalig bondscoach) en Jennifer Tromp. Vanwege COVID-19 begon de competitie iets later dan normaal en om de planning passend te maken, werd de Korfbal League in 2 poules opgedeeld. PKC werd na de reguliere competitie ongeslagen 1e in Poule A, waardoor het zichzelf plaatste voor de play-offs. In de eerste play-off ronde versloeg PKC in 2 wedstrijden DVO. In de tweede play-off ronde trad PKC aan tegen TOP. TOP won de eerste wedstrijd en PKC de tweede, waardoor er een derde en belissende wedstrijd gespeeld moest worden. In deze beslissingswedstrijd won PKC overtuigend met 29-19, waardoor PKC zich plaatste voor de zaalfinale. In de zaalfinale, die weer in Ahoy werd gespeeld, trof PKC Fortuna. Hierdoor werd de finale van 2021 een herhaling van de finale van 2019. PKC won de finale met 22-18, waardoor het sinds 2015 weer Nederlands zaalkampioen was.
In seizoen 2021-2022 deed PKC in het seizoen weer goede zaken. Gedurende de reguliere competitie verloor het slechts 2 wedstrijden. Hierdoor eindigde de ploeg als 2e en haalden ze als 1 van de favorieten de play-offs. In de play-off serie won PKC in 2 wedstrijden van concurrent DVO, waardoor PKC voor het 3e jaar op rij in de zaalfinale stond. Ook voor de 3e jaar op rij was Fortuna weer de tegenstander. De finale, die weer in een vol Ahoy werd gespeeld, was spannend. Uiteindelijk won Fortuna de finale met 22-21, waardoor PKC was onttroond als zaalkampioen.
Iets later, in de veldcompetitie, won PKC in de kruisfinale van LDODK met 17-15 en plaatste zich zodoende voor de veldfinale. In de finale won PKC nipt met 24-23 van DVO. Hierdoor was PKC de nieuwe Nederlandse veldkampioen.
In seizoen 2022-2023 begon PKC in een favorietenrol. De ploeg was in de beginfase van de Korfbal League het sterkste van alle ploegen. In januari 2023 mocht de ploeg zijn kwaliteit laten zien in een vernieuwde opzet van de Europacup, namelijk de Korfball Champions League. PKC versloeg in de halve finale de Belgische zaalkampioen Floriant met 21-13, waardoor het zich plaatste voor de finale. In deze finalestrijd won PKC van de Nederlandse zaalkampioen Fortuna met 19-10 waardoor het de eerste Champions League winnaar was.
In de eigen competitie zette PKC de goede lijn door en stond na de 18 reguliere speelrondes op plek 1 met 30 punten. In de play-off serie moest PKC aantreden tegen het als nummer 4 geplaatste LDODK. In deze best-of-3 serie won PKC in 2 wedstrijden en plaatste zich zodoende voor de 4e zaalfinale op rij. Dit maal was DVO de tegenstander. In de zaalfinale was PKC al snel te sterk en won het met duidelijke cijfers, 33-20. Hiermee pakte PKC ook een record, want het was nog nooit eerder gebeurd in de geschiedenis van de Korfbal League dat een ploeg boven de 30 goals maakte.
Iets later, in de veldcompetitie, deed PKC ook goede zaken. Zo stond de ploeg na de reguliere competitie bovenaan de Ereklasse B. Hierdoor had de ploeg zich geplaatst voor de kruisfinale. In de kruisfinale won PKC met 17-15 van LDODK, waardoor het zich voor het tweede jaar op rij plaatste voor de veldfinale. In de finale was Fortuna de tegenstander en PKC won de wedstrijd met 18-13, waardoor het de veldtitel prolongeerde. 
Seizoen 2022-2023 was het laatste seizoen voor Leeuwenhoek in het eerste team van PKC. Hij nam afscheid met de zogenoemde triple - een seizoen waarin hij de zaaltitel, veldtitel en Europese titel won.

## Erelijst
- Nederlands kampioen zaalkorfbal, 4x (2013, 2015, 2021, 2023)
- Nederlands kampioen veldkorfbal, 4x (2016, 2018, 2022, 2023)
- Europacup kampioen zaalkorfbal, 2x (2014, 2016)
- Supercup kampioen veldkorfbal, 3x (2016, 2018, 2022)
- Korfbal Challenge kampioen, 3x (2015, 2016, 2019)
- Beste Korfballer van het Jaar, 1x (2019)
- Champions League kampioen zaalkorfbal, 1x (2023)

## Statistieken
Op 2 februari 2019, in zijn elfde seizoen in de Korfbal League, scoorde Leeuwenhoek zijn 1.000e goal in de league.

## Oranje
Leeuwenhoek speelde in Oranje onder 21, Oranje onder 23 en werd in 2011 toegevoegd aan het Grote Oranje.
In dienst van het Nederlands korfbalteam won hij goud op de onderstaande toernooien:
- WK 2011
- World Games 2013
- EK 2014
- WK 2015
- EK 2016
- World Games 2017
- EK 2018
- WK 2019
- EK 2021
- World Games 2022

In totaal speelde Leeuwenhoek in 65 interlands.

## Trivia
- De familie van zijn vaders kant speelde voor Deetos, maar de kant van zijn moeders familie speelden bij PKC.
- Hij noemt Leon Simons als jeugdidool.